# Burnupena lagenaria
Burnupena lagenaria is een soort in de klasse van de Gastropoda (Slakken).
Het dier komt uit het geslacht Burnupena en behoort tot de familie Buccinidae. Burnupena lagenaria werd in 1822 beschreven door Jean-Baptiste de Lamarck.